# Funisciurus lemniscatus
Funisciurus lemniscatus је сисар из реда глодара и породице веверица (Sciuridae).

## Распрострањење
Ареал врсте покрива средњи број држава. Врста је присутна у Камеруну, Анголи (непотврђено), Републици Конго, ДР Конгу, Екваторијалној Гвинеји и Габону.

## Станиште
Станиште врсте су шуме.

## Угроженост
Ова врста није угрожена, и наведена је као последња брига јер има широко распрострањење.